# Église Saint-Jean-Baptiste-de-La-Salle
L'église Saint-Jean-Baptiste-de-La-Salle est une église catholique située dans le quartier Necker du 15e arrondissement de Paris, dédiée à saint Jean-Baptiste de La Salle, fondateur au XVIIIe siècle des Frères des Écoles chrétiennes et saint patron des éducateurs.
Elle dispose d'une entrée rue du Docteur-Roux ainsi que rue Falguière.
L'église a été construite en 1909 sur l'emplacement des bâtiments désaffectés de la buiscuiterie Guillout.
Les vitraux retraçant la vie de Jean-Baptiste de La Salle sont de Jacques-Charles Champigneulle, maître-verrier, fils de Charles Champigneulle. Les vitraux de gauche sont de Marguerite Huré et datent des années 1930. La mosaïque de l'abside évoque les œuvres des Frères des Écoles chrétiennes, elle est l'œuvre de Jean Gaudin réalisée en 1935 (carton de Marcel Imbs, 1882-1935).
Le maître-autel, consacré en 1936, contient des reliques de sainte Marie-Madeleine Postel.
Le père Patrick O'Mahony est le curé actuel de la paroisse depuis 2018, succédant à Mgr Alexis Leproux, vicaire général du diocèse de Paris. 

## L'orgue
Un grand orgue Merklin (vers 1850/1870), 28 jeux, 3 claviers de 56 notes et pédalier de 30 notes. Transmission mécanique avec machine Barker au Grand-Orgue. L'organiste Adrien Levassor en est le titulaire depuis décembre 2013, succédant ainsi à Sophie-Véronique Cauchefer-Choplin, et avant elle à Christian Ott.

## Galerie

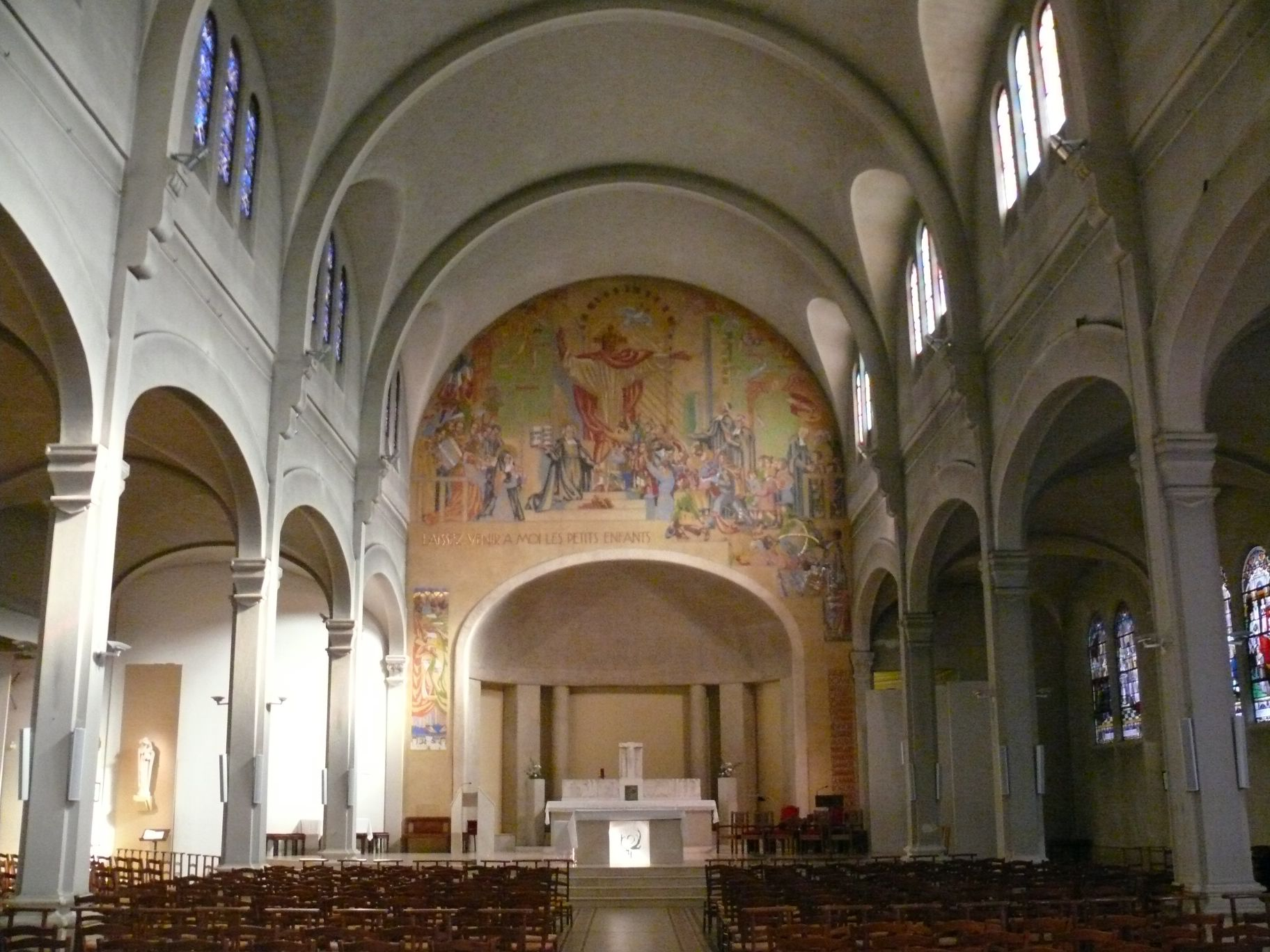
Nef.
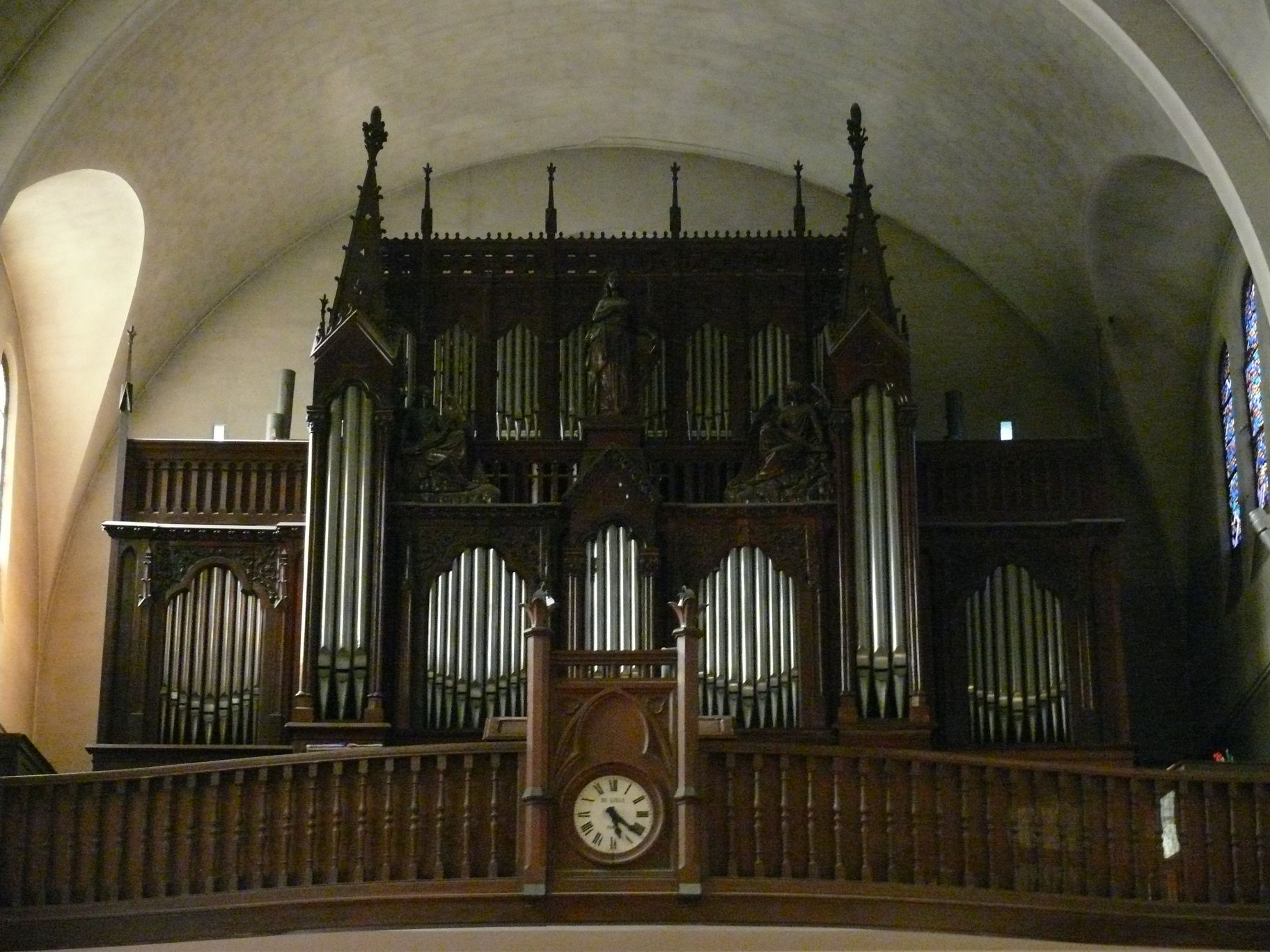
Orgue.
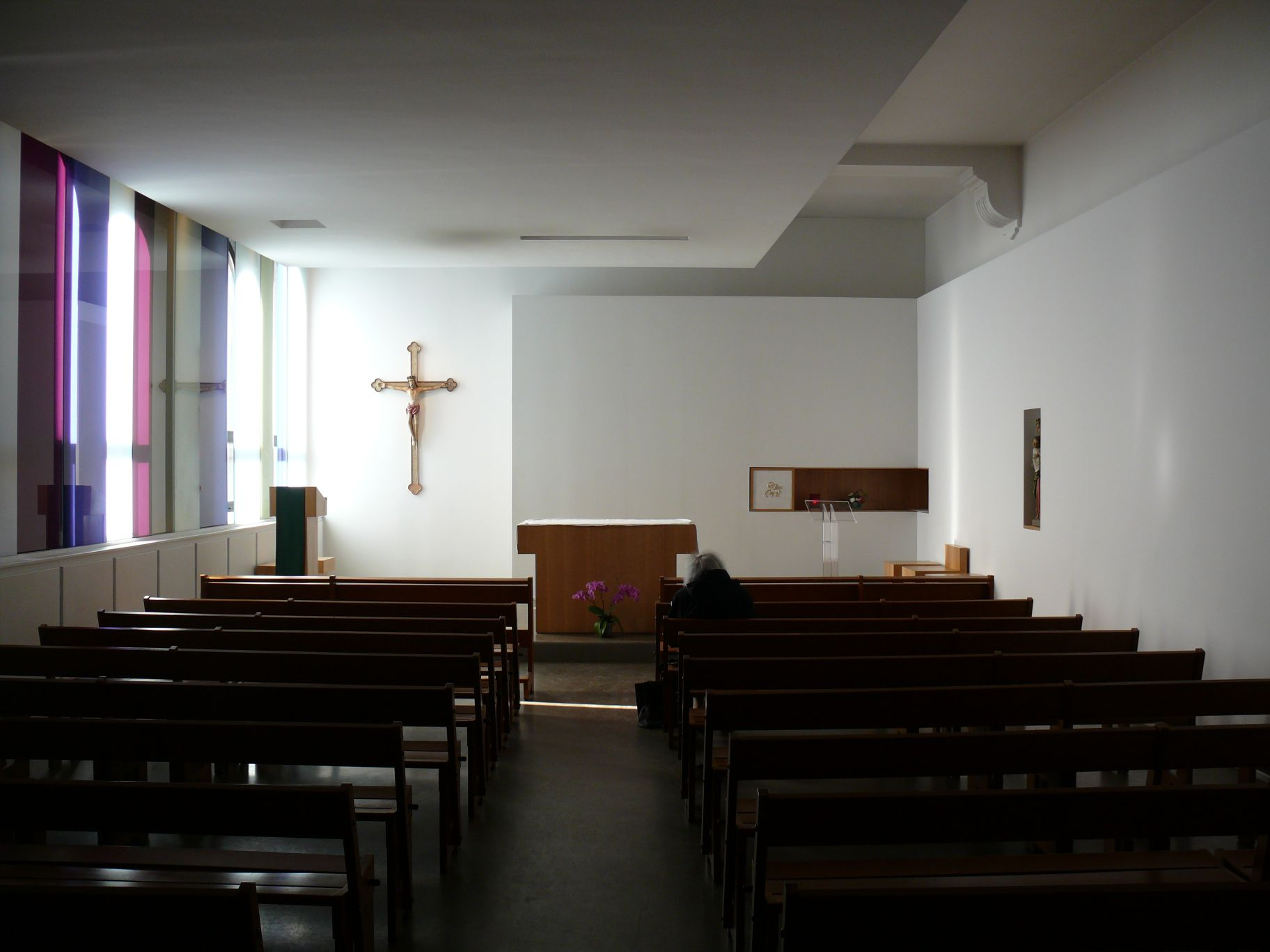
Chapelle Sainte-Geneviève.
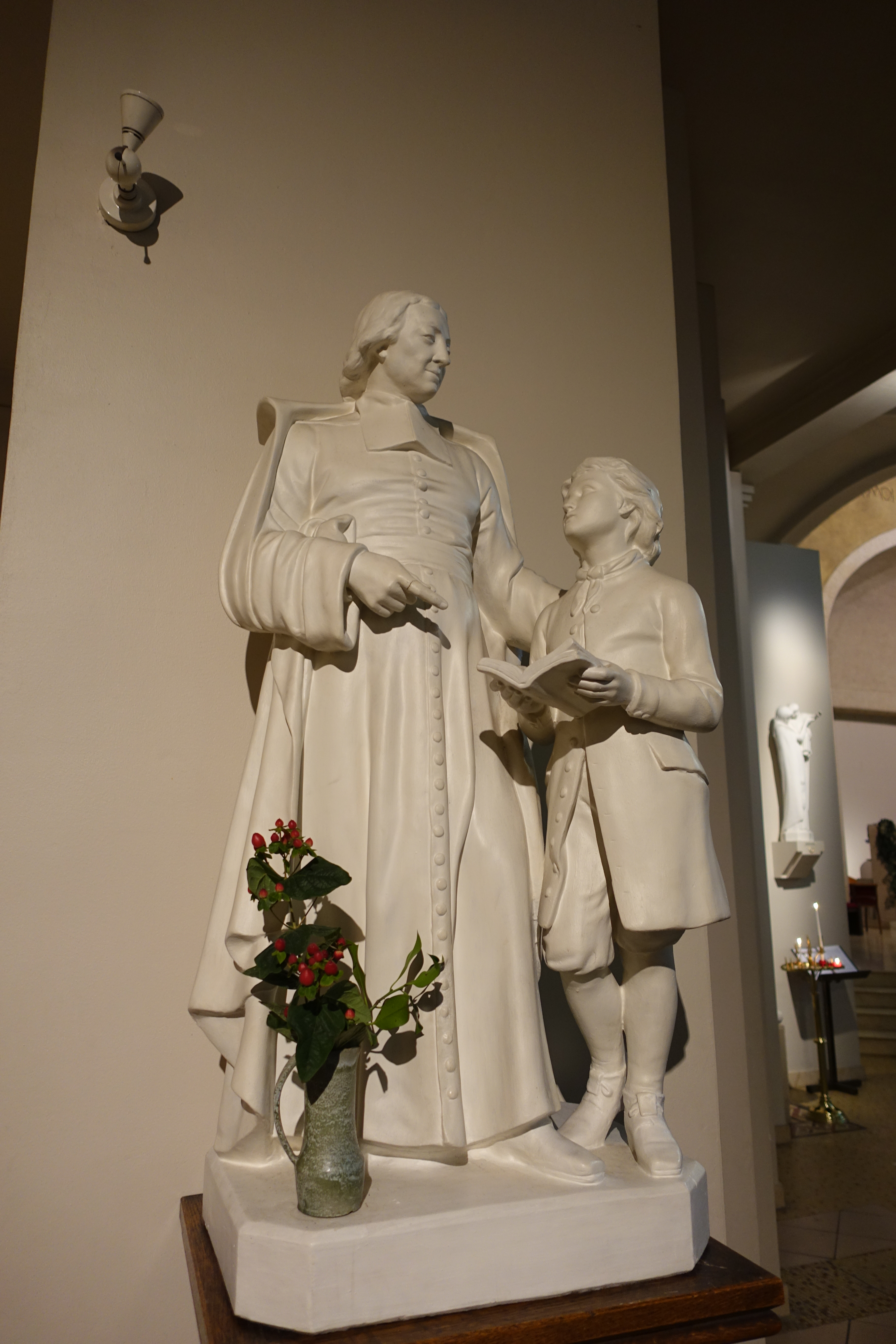
Statue de saint Jean-Baptiste de La Salle.
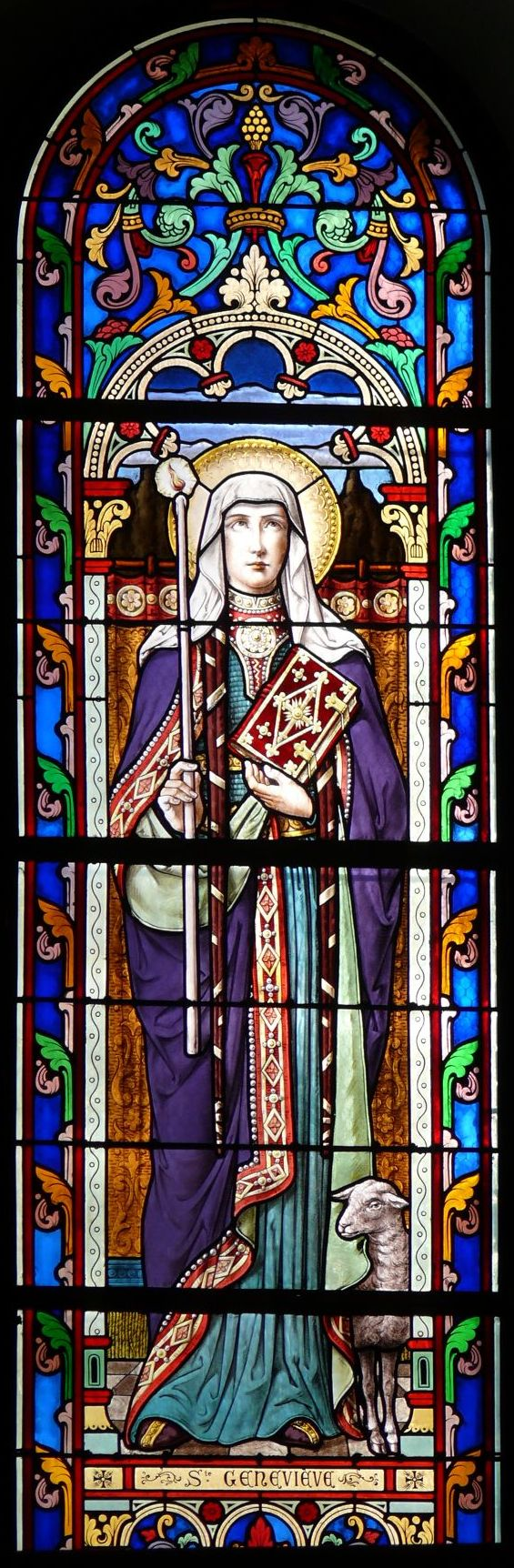
Vitrail de sainte Geneviève de Paris.